# РД-861К
РД-861К — український рідинний ракетний двигун для створення тяги і управління третім ступенем ракети-носія Циклон-4 на активній ділянці польоту за тангажем і рисканням. Управління вектором тяги здійснюється поворотом камери двигуна в карданному підвісі у двох взаємно перпендикулярних площинах.
Двигун розроблений на базі вузлів високонадійного серійного двигуна РД-861 третього ступеня ракети-носія Циклон-3, що забезпечують високі енергетичні характеристики та надійність.

### Порівняння характеристик двигунів РД-861 і РД-861К
| Параметр             | РД-861 | РД-861К | Різниця |
| -------------------- | ------ | ------- | ------- |
| Питомий імпульс, с   | 317    | 330     | +15,6   |
| Тривалість роботи, с | 130    | 370     | ×2,9    |
| Кількість запусків   | 1      | 3       | ×3      |

## Характеристики двигуна
Двигун — однокамерний, триразового включення, з турбонасосною системою подачі самозаймистих компонентів палива, виконаний за схемою без допалювання генераторного газу.
Робоче тіло турбіни — газ, що виробляється в газогенераторі при згорянні основних компонентів палива.
При запусках гелій розкручує ротор турбонасосного агрегату. Гелій зберігається в балоні системи живлення. Елементи автоматики спрацьовують при надходженні до їхньої керівної порожнини гелію після спрацьовування відповідних електропневмоклапанів. Гелій перебуває в балоні, встановленому на двигуні і заправляється з балонів ступеня при польоті ракети-носія.
Живлення системи управління вектором тяги здійснюється пальним високого тиску.
Співвідношення витрат компонентів палива підтримується з точністю ± 1,0%.

## Відпрацювання
Починаючи з січня 2007 року, ДП КБ Південне і ДП ВО ПМЗ здійснювали вогневі конструкторські випробування маршового двигуна багатократного включення РД-861К третього ступеня ракети-носія «Циклон-4».
У першому півріччі 2009 року відбулась серія доводочних випробувань. Випробувались два двигуна. Двигуни були укомплектовані штатними сопловим насадками з вуглець-вуглецевого композиційного матеріалу.
Загалом було напрацьовано 2272 с, з них 1053 с з проведенням 17 включень — на одному двигуні, 1219 с з проведенням 12 включень — на іншому. За технічним завданням потрібно 3 включення при максимальній загальній тривалості роботи ~ 450 с.[джерело?]